# Алламанда слабительная
Аллама́нда слаби́тельная (лат. Allamánda cathártica) — кустарник, нередко вьющийся; вид рода Алламанда (Allamanda) семейства Кутровые (Apocynaceae).

## Название
Род назван в честь швейцарского ботаника, профессора Лейденского университета Фредерика-Луи Алламанда (1736 — 1809).
Русский видовой эпитет является переводом латинского прилагательного лат. cathárticus — слабительный (от др.-греч. καθαρός — чистый, свободный, незакрытый), что связанно со слабительным эффектом растения.

## Ботаническое описание

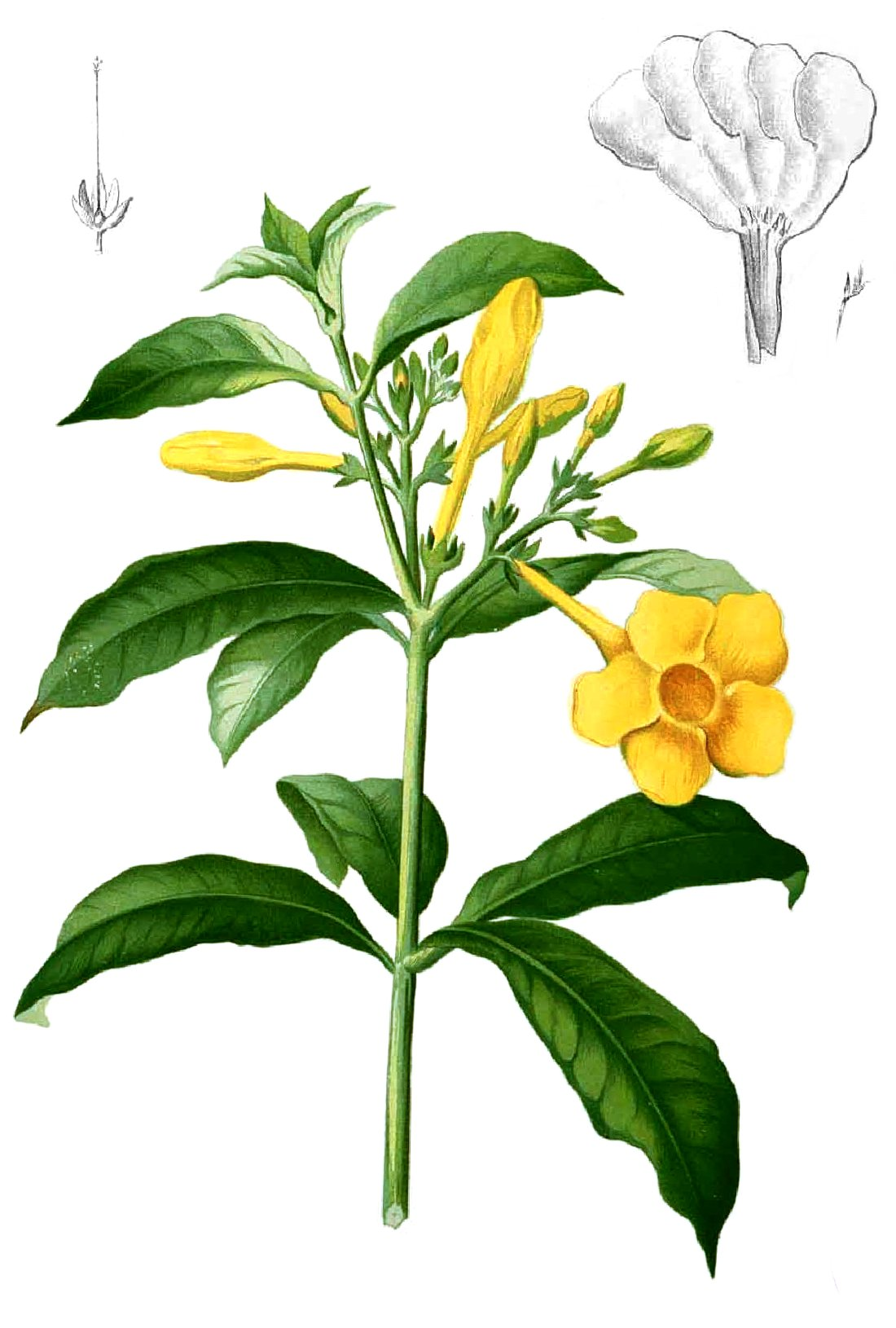

Кустарник с арочными побегами до 2 м высотой или, часто, короткостебельная лиана; на изломе выделяет белый латекс. Молодые побеги угловатые, голые, светло-серые, коричнево-бороздчатые.
Листья супротивные или в мутовках по четыре (от трёх до шести), 8—16 см длиной и 3—6 см шириной, кожистые, продолговатые, с заострённым концом и клиновидным основанием, с более светлой и опушённой по жилкам нижней поверхностью. Черешок опушённый, до 0,5 см длиной.
Соцветие щитковидное, довольно рыхлое, цветки ароматные. Цветонос 1—4 см длиной, цветоножки 4—6 мм длиной. Венчик актиноморфный, ярко-жёлтого цвета, 8—12 см в диаметре, состоит из трубки длиной около 3 см и пяти закруглённых, по краям накладывающихся друг на друга лепестков до 3,5 см длиной. Чашечка разделена на пять продолговатых, заострённых чашелистиков размером около 16 × 3 мм. Тычинки короткие, в количестве пяти. Пестик 3 см длиной, рыльце до 3 мм в диаметре. Завязь одногнёздная, около 2 мм в диаметре.
Плод — сухая кколючая коробочка до 4—5 (до 8 см) длиной, раскрывающаяся двумя створками. Семена немногочисленные, 2 × 1,5 см, уплощённые, коричневые.
Цветение продолжается бо́льшую часть года.
Набор хромосом: 2n = 18.

## Ареал
Естественный ареал алламанды слабительной — северо-восточные тропики Южной Америки. Описана «из Гвианы».
В качестве интродуцента вид широко натурализовался в Перу, Колумбии, в Центральной Америке, во Флориде, а также в странах Экваториальной Африки, на Мадагаскаре, в Индии, Юго-Восточном Китае и во многих странах Юго-Восточной Азии.

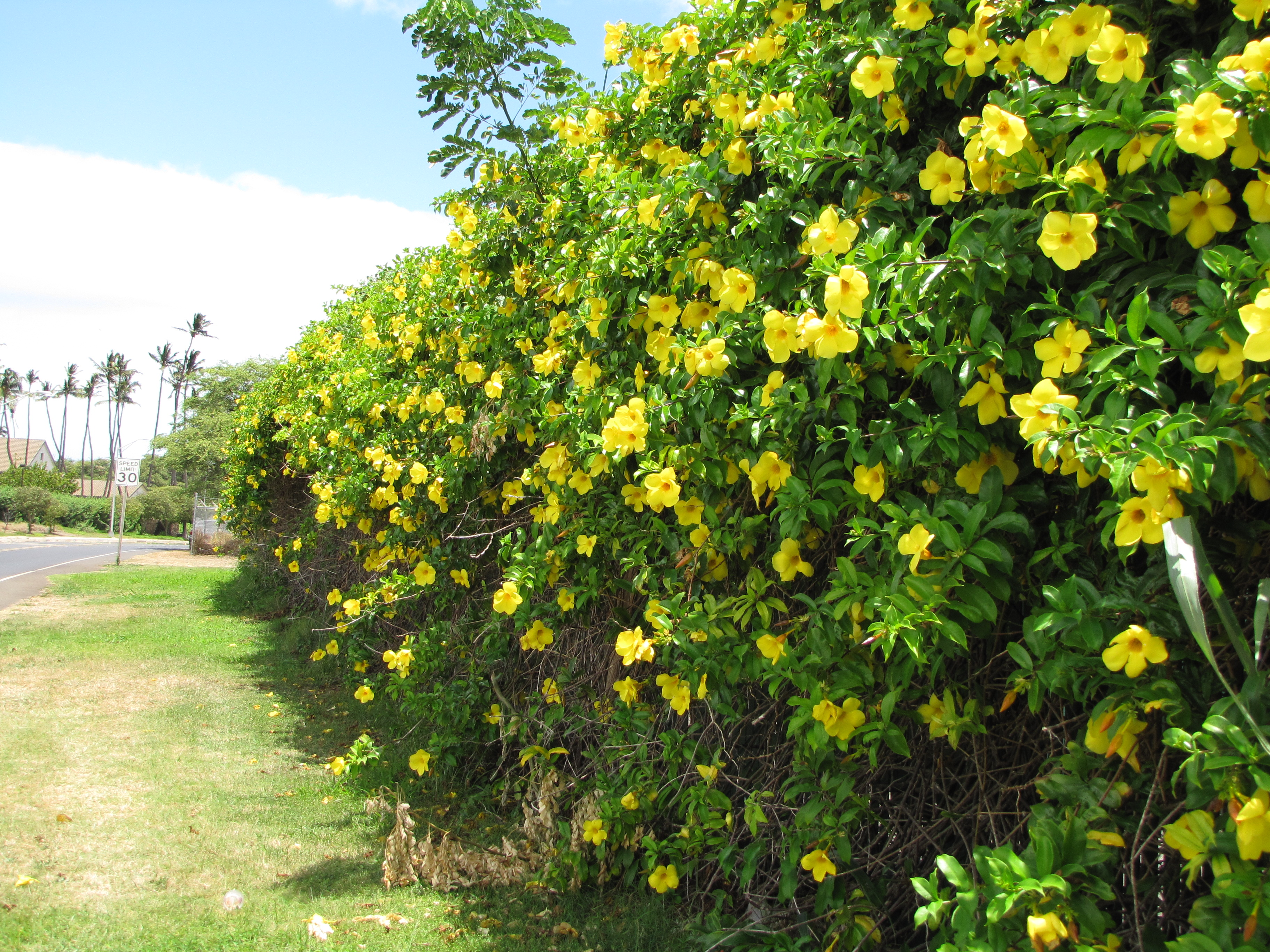
Живая изгородь. Гавайи.

Инвазивный вид в Австралии.

## Значение
Растение часто выращивается в качестве декоративного растения в Северной Америке и Азии, также нередка в комнатных условиях.
Все части растения содержат слабительное вещество. Млечный сок может вызвать раздражение кожи и глаз и контактный дерматит.

## Таксономия

### Синонимы
- Allamanda aubletii Pohl, 1827
- Allamanda chelsonii K.Koch, 1871, nom. inval.
- Allamanda grandiflora (Aubl.) Lam., 1798, nom. superfl.
- Allamanda hendersonii W.Bull ex Dombrain, 1866
- Allamanda latifolia C.Presl, 1845
- Allamanda linnaei Pohl, 1827
- Allamanda schottii Hook., 1848, nom. illeg.
- Allamanda wardleyana Lebas, 1877
- Echites salicifolius Willd. ex Roem. & Schult., 1819
- Echites verticillatus Sessé & Moc., 1893
- Orelia grandiflora Aubl., 1775, nom. superfl.